# Блінув-Другий
Блінув-Другий (пол. Blinów Drugi) — село в Польщі, у гміні Шастарка Красницького повіту Люблінського воєводства.
Населення — 496 осіб (2011).
У 1975-1998 роках село належало до Тарнобжезького воєводства.

## Демографія
Демографічна структура станом на 31 березня 2011 року:
|          | Загалом | Допрацездатний вік | Працездатний вік | Постпрацездатний вік |
| -------- | ------- | ------------------ | ---------------- | -------------------- |
| Чоловіки | 248     | 55                 | 152              | 41                   |
| Жінки    | 248     | 42                 | 126              | 80                   |
| Разом    | 496     | 97                 | 278              | 121                  |